# Ippolito Rosellini

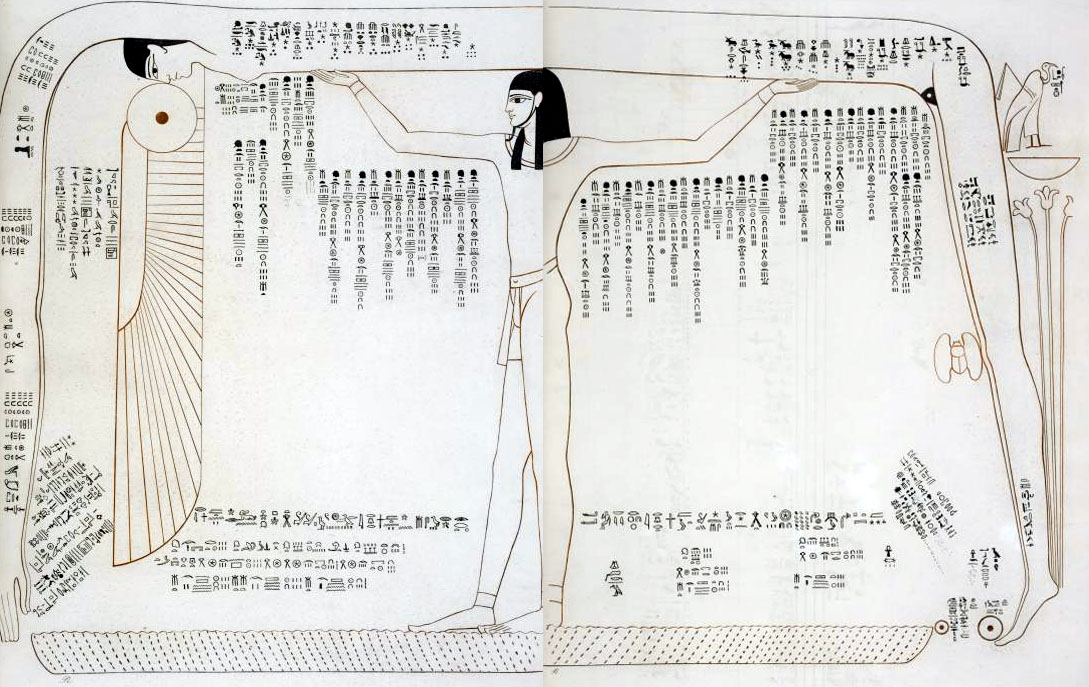
Representació astronòmica al sostre de la tomba de Ramsès IV a Monumenti dell'Egitto i della Nubia.

Ippolito Rosellini (Pisa, 13 d'agost de 1800 - Pisa, 4 de juny de 1843) va ser un egiptòleg italià, deixeble preferit de Jean-François Champollion, i considerat el fundador de l'egiptologia italiana.
Rossellini era fill de comerciants de Pescia i germà gran del matemàtic Ferdinando Pio Rosellini. El 1817 va ingressar a la Universitat de Pisa. Després de graduar-se en teologia, va perfeccionar els seus estudis durant tres anys amb Mezzofanti a Bolonya. El 1824 va ocupar la càtedra de llengua i cultura oriental (era especialista en àrab i hebreu) a Pisa.
L'agost de 1825 va conèixer el francès Jean-François Champollion a Florència, i en aquest mateix any, Rossellini va publicar Il sisteme geroglifico del signor Champollion dichiarato ed esposto all intelligenzia di tutti.
Rosellini i Champollion van preparar una expedició conjunta a Egipte (la cèlebre missió franco-toscana), finançada principalment pel gran duc Leopold II de Toscana i el rei Carles X de França. Aquesta expedició (1828 - 1829) va recórrer els principals llocs d'interès arqueològic d'Egipte i Núbia. Rossellini va coordinar l'execució de relleus epigràfics i dibuixos dels monuments més importants, recollits en catorze llibres i va adquirir importants restes arqueològiques que actualment constitueixen el nucli de la col·lecció egiptològica del Museu Arqueològic Nacional de Florència.
Rossellini va publicar, al seu retorn d'Egipte, entre 1832 i 1844 la seva principal obra Monumenti dell'Egitto i della Nubia.
A 1834, la Universitat de Pisa, va encarregar a Rossellini que impartís un curs, el primer en el món, sobre llengua egípcia i copta.